# 방사화학

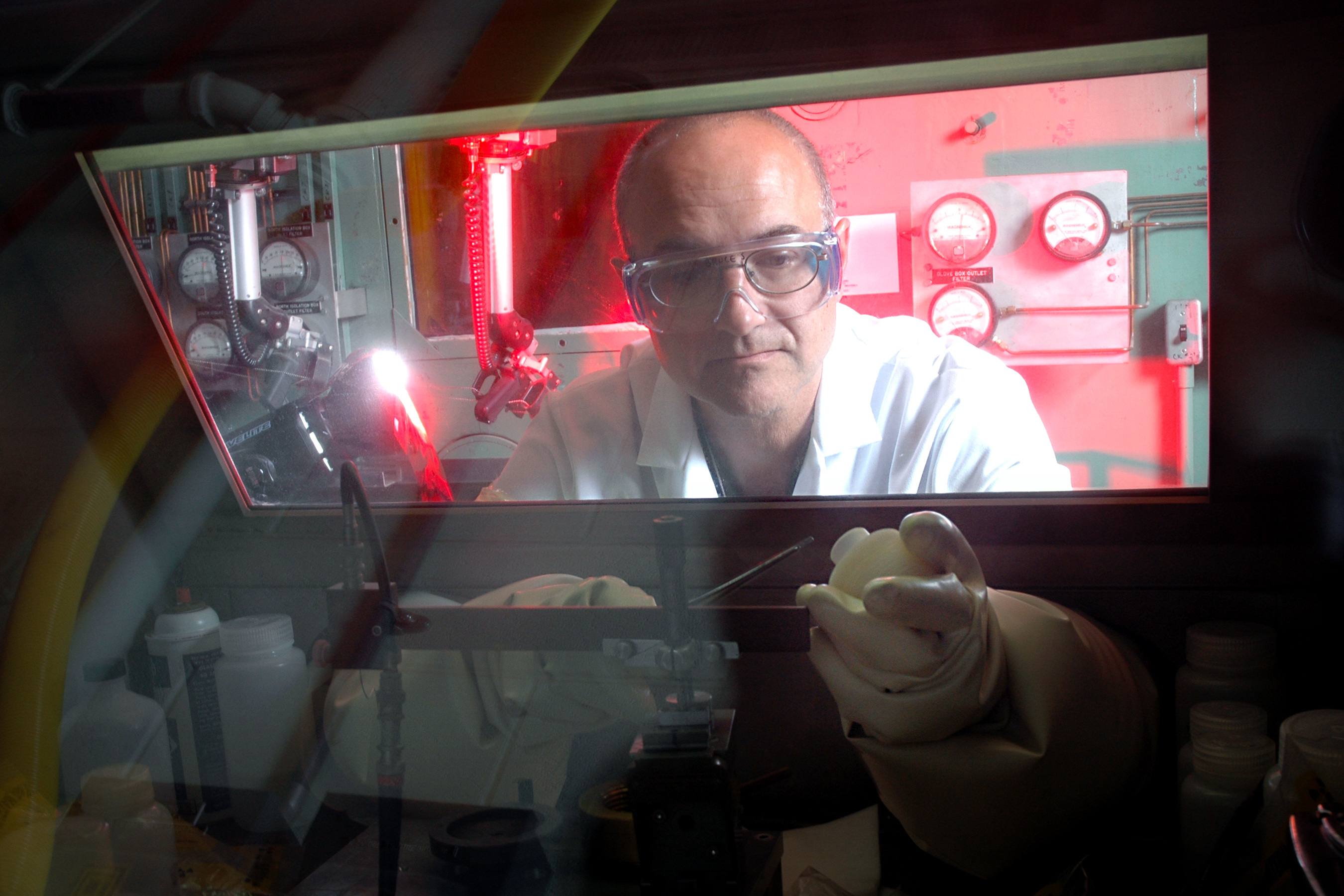

방사화학(放射化學, Radiochemistry)은 방사성 동위 원소나 방사성 핵종과 같은 방사성 물질을 대상으로 화학적 및 물리화학적인 성질을 연구하는 화학의 한 분야이다. 때로는 방사체 화학이라고도 불린다. 무기화학에 포함되어 있으며, 핵화학과는 깊은 관련이 있다.

## 연구
주로 천연에서의 방사성 핵종의 분포와 그 변화, 자연에 존재하는 방사성 물질을 처리해서 인공적으로 방사성 핵종 및 그 화합물을 제조, 방사성 화합물의 합성, 화학반응에 의한 방사성 동위 원소의 분리와 정제에 관한 사항, 정제된 방사성 동위 원소를 포함한 화합물의 화학적 성질, 방사성 붕괴에 따르는 화학적 효과, 방사성 동위 원소의 이용 및 방사능의 여러 화학적 문제 등이 연구 대상이 되고 있다.

## 같이 보기
- 방사성
- 화학